# Acer anhweiense
Acer anhweiense é uma espécie de árvore do gênero Acer, pertencente à família Aceraceae.